# Kommunekredit
KommuneKredit er et kreditinstitut, der yder lån til kommuner og regioner samt kommunalt ejede fællesskaber, selskaber og institutioner. KommuneKredit kan også indgå i OPP.
KommuneKredit blev oprettet i 1899 som Kreditforeningen af Kommuner i Danmark. Lånene ydes via obligationer eller udlandslån mod kommunegaranti, og medlemmerne hæfter solidarisk. Indenrigs- og Socialministeriet fører tilsyn med og fastsætter vedtægterne for KommuneKredit.